# Râul Vetijgat
Râul Vetijgat sau Râul Vezendiu este un curs de apă, afluent al râului Sânmiclăuș. 

## Hărți
- Harta județului Satu Mare